# آسوکا کودو
آسوکا کودو (انگلیسی: Asuka Kudo؛ زادهٔ ۱ اوت ۱۹۹۱) بازیگر اهل ژاپن است.